# Роберто Лопес (тенісист)
Роберто Лопес (ісп. Roberto López; нар. 5 квітня 1968) — колишній мексиканський тенісист.
Найвищу одиночну позицію світового рейтингу — 355 місце досяг 16 квітня 1990, парну — 284 місце — 11 червня 1990 року.

## Фінали ATP Челленджер

### Парний розряд: 1 (1–0)
| Результат | Ранг | Дата     | Турнір           | Покриття | Партнер     | Суперники                     | Рахунок       |
| --------- | ---- | -------- | ---------------- | -------- | ----------- | ----------------------------- | ------------- |
| Перемога  | 1.   | Жов 1989 | Богота, Колумбія | Ґрунт    | Ален Леметр | Карлос Клаверіє Альфонсо Мора | 3–6, 6–3, 6–0 |